# Zumaia
Zumaia (hiszp. Zumaya) – miasto położone w północnej Hiszpanii, w baskijskiej prowincji Gipúzkoa. Liczba mieszkańców wynosi ok. 9700 (2017).
Miasto rodzinne malarza Ignacia Zuloagi, gdzie znajduje się muzeum jego imienia. W muzeum znajdują się również prace innych malarzy hiszpańskich takich jak El Greco, Diego Rivera, Francisco de Zurbarán i Francisco Goya. Na tej samej ulicy znajduje się też muzeum rzemiosła.
W centrum miasta znajduje się gotycki kościół św. Piotra (San Pedro), z ołtarzem wykonanym przez Juana de Anxieta – jedynym dziełem tego baskijskiego rzeźbiarza, które można podziwiać w prowincji Gipúzkoa.
Miasto znajduje się na jednym ze szlaków Camino de Santiago: Camino del Norte.
Miasto posiada dwie plaże (Itzurun i Santiago), które są obiektem szczególnego zainteresowania geologów, ponieważ właśnie tam położona jest najdłuższa na planecie ciągła warstwa skalna lokalnie nazywana flysch. Powstanie warstwy skalnej datowane jest na okres pomiędzy środkową kredą a czasami obecnymi: okres ok. 100 milionów lat. Granica K-T jest widoczna w warstwie skalnej na plaży Itzurun, gdzie można znaleźć skamieniałości, przede wszystkim amonity. Warstwa skalna rozciąga się na długość 8km, pomiędzy miastami i plażami w Debie i Getarii, z miastem Zumaia leżącym pośrodku. W mieście łączą się rzeki Urola i Narondo, a następnie wspólnie uchodzą do morza.

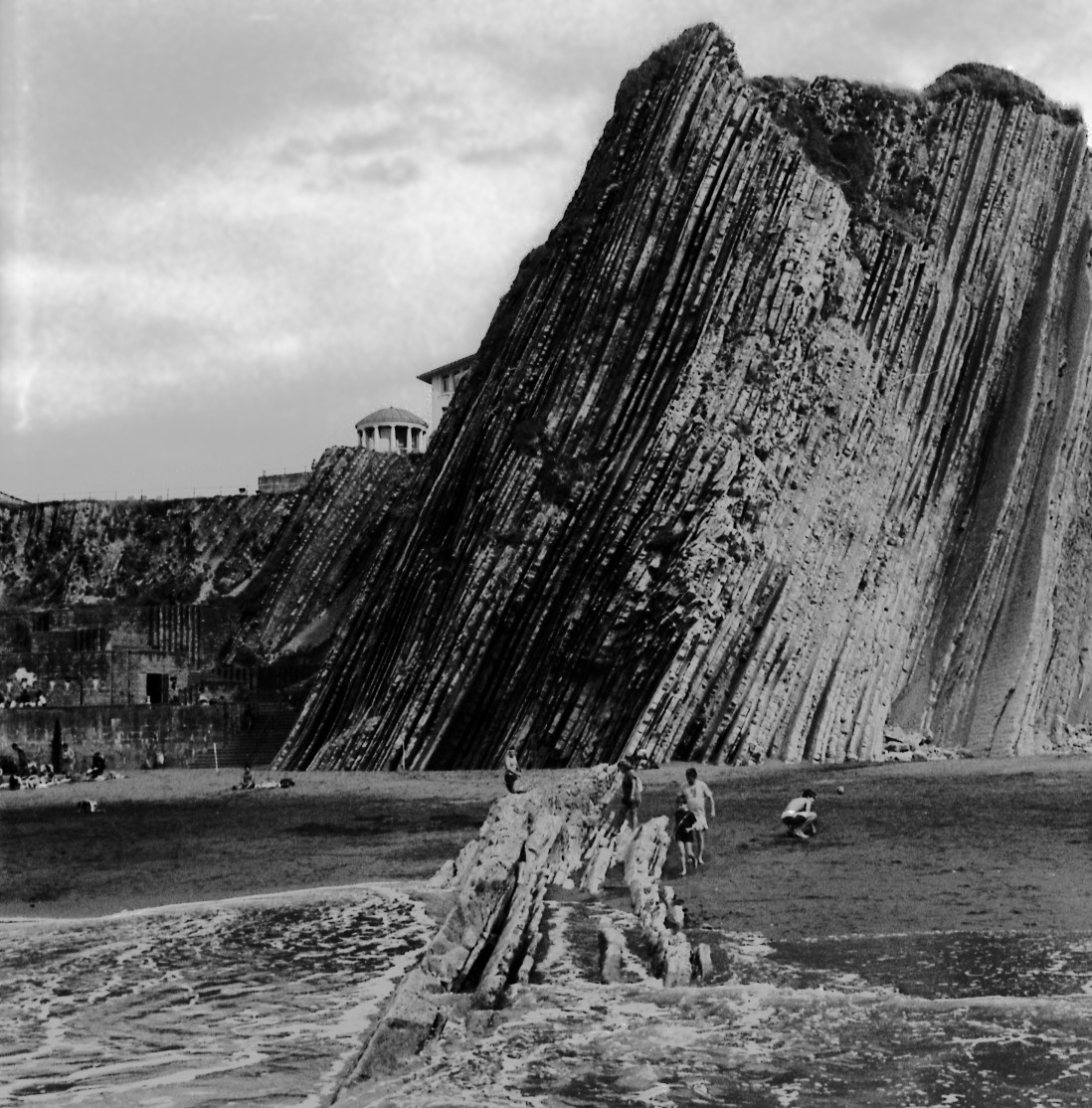
Plaża Itzurun w Zumaia.